# Lepilemur randrianasoloi
O lêmure-saltador-de-randrianasolo (Lepilemur randrianasoloi) é um lêmure recém descoberto na província de Toliara, Madagascar. Sue nome foi dado em homenagem a Georges Randrianasolo, um colaborador nos estudos realizados com lêmures do gênero Lepilemur de 1970 a 1977, e em 2006.
Sua distribuição geográfica é limitada sendo encontrado em apenas duas localidades: Andramasay e Bemaraha, ambas na província de Toliara.